# Distance entre deux droites gauches

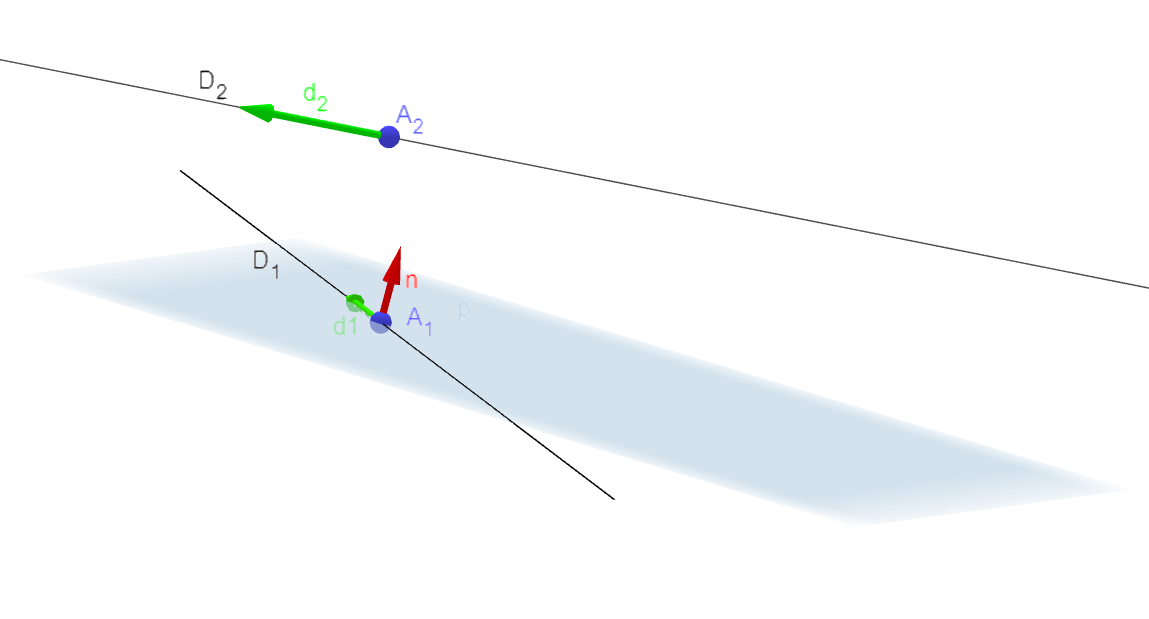
Deux droites gauches. Le plan dessiné en gris contient l'une des droites et est parallèle à l'autre.

Dans l'espace {\displaystyle \mathbb {R} ^{3}}muni de la distance euclidienne, la distance entre deux droites gauches est la plus courte distance séparant deux droites qui ne se coupent pas et ne sont pas parallèles,.

## Formule de la distance
Soient :
- une droite affine {\displaystyle D_{1}} passant par {\displaystyle \mathrm {A} _{1}} et de vecteur directeur {\displaystyle {\vec {d}}_{1}} ;
- une droite affine {\displaystyle D_{2}} passant par {\displaystyle \mathrm {A} _{2}} et de vecteur directeur {\displaystyle {\vec {d}}_{2}}, avec {\displaystyle D_{1}}  et {\displaystyle D_{2}} non parallèles;
- {\displaystyle {\vec {n}}={\vec {d}}_{1}\wedge {\vec {d}}_{2}}, vecteur orthogonal à {\displaystyle D_{1}} et {\displaystyle D_{2}} (le symbole {\displaystyle \wedge } est celui du produit vectoriel).

La distance {\displaystyle \delta } entre {\displaystyle D_{1}} et {\displaystyle D_{2}} est égale à:
{\displaystyle \delta ={\dfrac {\left\vert {\vec {n}}\cdot {\overrightarrow {\mathrm {A} _{1}\mathrm {A} _{2}}}\right\vert }{\lVert {\vec {n}}\rVert }}},
ce qui correspond à la norme de la projection orthogonale de {\displaystyle {\overrightarrow {\mathrm {A} _{1}\mathrm {A} _{2}}}} sur {\displaystyle {\vec {n}}}.
Remarques :
- si les droites sont sécantes, elles sont coplanaires et le produit scalaire précédent est nul ;
- la formule n’est pas valable pour des droites parallèles, car le dénominateur serait alors nul, dans ce cas on utilisera la formule de la distance d'un point à une droite[1] :
{\displaystyle \delta ={\dfrac {\left\vert {\vec {d_{1}}}\wedge {\overrightarrow {\mathrm {A} _{1}\mathrm {A} _{2}}}\right\vert }{\lVert {\vec {d_{1}}}\rVert }}\quad } ou {\displaystyle \quad \delta ={\dfrac {\left\vert {\vec {d_{2}}}\wedge {\overrightarrow {\mathrm {A} _{1}\mathrm {A} _{2}}}\right\vert }{\lVert {\vec {d_{2}}}\rVert }}}.

## Recherche des points les plus proches

La perpendiculaire commune et les deux points les plus proches.

Comme {\displaystyle D_{1}} et {\displaystyle D_{2}} sont gauches, elles admettent une unique perpendiculaire commune {\displaystyle P}, qui coupe {\displaystyle D_{1}} en {\displaystyle \mathrm {B} _{1}} et {\displaystyle D_{2}} en {\displaystyle \mathrm {B} _{2}}. La longueur {\displaystyle \mathrm {B_{1}B_{2}} } est également la distance {\displaystyle \delta (D_{1},D_{2})}. Pour trouver ces points il faut combiner les propriétés suivantes :
- {\displaystyle \mathrm {B} _{1}} appartient à {\displaystyle D_{1}} ;
- {\displaystyle \mathrm {B} _{2}} appartient à {\displaystyle D_{2}} ;
- {\displaystyle {\overrightarrow {\mathrm {B_{1}B_{2}} }}} est perpendiculaire à {\displaystyle D_{1}} ;
- {\displaystyle {\overrightarrow {\mathrm {B_{1}B_{2}} }}} est perpendiculaire à {\displaystyle D_{2}}.

Ou, mathématiquement :
- {\displaystyle {\overrightarrow {\mathrm {A_{1}B_{1}} }}=\lambda \,{\vec {d}}_{1}} ;
- {\displaystyle {\overrightarrow {\mathrm {A_{2}B_{2}} }}=\mu \,{\vec {d}}_{2}} ;
- {\displaystyle {\overrightarrow {\mathrm {B_{1}B_{2}} }}\cdot {\vec {d}}_{1}=0} ;
- {\displaystyle {\overrightarrow {\mathrm {B_{1}B_{2}} }}\cdot {\vec {d}}_{2}=0}.

Comme {\displaystyle {\overrightarrow {\mathrm {B_{1}B_{2}} }}={\overrightarrow {\mathrm {B_{1}A_{1}} }}+{\overrightarrow {\mathrm {A_{1}A_{2}} }}+{\overrightarrow {\mathrm {A_{2}B_{2}} }}=\mu \,{\vec {d}}_{2}-\lambda \,{\vec {d}}_{1}+{\overrightarrow {\mathrm {A_{1}A_{2}} }}}, le report de cette égalité dans les deux dernières relations conduit à deux équations linéaires à deux inconnues {\displaystyle \lambda } et {\displaystyle \mu }.
On peut se passer de la résolution d'un système en utilisant des vecteurs {\displaystyle {\vec {n}}_{1}} (resp. {\displaystyle {\vec {n}}_{2}}) orthogonaux à {\displaystyle {\overrightarrow {\mathrm {B_{1}B_{2}} }}} qui soit également, pour l'un orthogonal à {\displaystyle {\vec {d}}_{2}} et pour l'autre orthogonal à {\displaystyle {\vec {d}}_{1}}.
On peut prendre, par exemple,  {\displaystyle {\vec {n}}_{1}={\vec {n}}\wedge {\vec {d}}_{2}} et  {\displaystyle {\vec {n}}_{2}={\vec {n}}\wedge {\vec {d}}_{1}}
ou bien, sans mobiliser de produit vectoriel,  {\displaystyle {\vec {n}}_{1}={\vec {d}}_{1}-{\frac {{\vec {d}}_{1}\cdot {\vec {d}}_{2}}{{\vec {d}}_{2}\cdot {\vec {d}}_{2}}}{\vec {d}}_{2}} et  {\displaystyle {\vec {n}}_{2}={\vec {d}}_{2}-{\frac {{\vec {d}}_{1}\cdot {\vec {d}}_{2}}{{\vec {d}}_{1}\cdot {\vec {d}}_{1}}}{\vec {d}}_{1}} (ces derniers vecteurs sont colinéaires aux précédents). 
Les conditions  {\displaystyle {\overrightarrow {\mathrm {B_{1}B_{2}} }}\cdot {\vec {n}}_{1}=0}  et  {\displaystyle {\overrightarrow {\mathrm {B_{1}B_{2}} }}\cdot {\vec {n}}_{2}=0} se traduisent alors par :
{\displaystyle -\lambda \,{\vec {d}}_{1}\cdot {\vec {n}}_{1}+{\overrightarrow {\mathrm {A_{1}A_{2}} }}\cdot {\vec {n}}_{1}=0} et  {\displaystyle \mu \,{\vec {d}}_{2}\cdot {\vec {n}}_{2}+{\overrightarrow {\mathrm {A_{1}A_{2}} }}\cdot {\vec {n}}_{2}=0}
et fournissent les valeurs de {\displaystyle \lambda } et {\displaystyle \mu } :
{\displaystyle \lambda ={\frac {{\overrightarrow {\mathrm {A_{1}A_{2}} }}\cdot {\vec {n}}_{1}}{{\vec {d}}_{1}\cdot {\vec {n}}_{1}}}} et  {\displaystyle \mu =-{\frac {{\overrightarrow {\mathrm {A_{1}A_{2}} }}\cdot {\vec {n}}_{2}}{{\vec {d}}_{2}\cdot {\vec {n}}_{2}}}}

## En géométrie hyperbolique
En géométrie hyperbolique, un résultat formellement identique est le théorème des ultraparallèles : deux droites du plan hyperbolique ultraparallèles (qui ne se coupent pas et ne sont pas parallèles asymptotes) admettent une unique perpendiculaire commune, et la distance entre les pieds de cette perpendiculaire est la distance minimale entre les deux droites.